# Messerschmitt Me 261
Il Messerschmitt Me 261 Adolfine era un aeromobile bimotore da ricognizione marittima a lunghissimo raggio ad ala bassa realizzato dall'azienda tedesca Messerschmitt AG alla fine degli anni trenta.
Rimasto allo stadio di prototipo, venne costruito in soli 3 esemplari e mai avviato alla produzione in serie.

## Storia del progetto
Lo sviluppo del progetto del Messerschmitt P.1062, sigla con cui erano identificati i progetti non ancora sottoposti al Reichsluftfahrtministerium (RLM), ebbe inizio nel 1937 su iniziativa privata prendendo come base di partenza la versione del Bf 110. Dopo aver visionato il progetto ed essere stato convinto delle sue straordinarie capacità di volo a lungo raggio, l'RLM ne acconsentì lo sviluppo ordinando dei prototipi per le valutazioni ed assegnando al velivolo la designazione ufficiale Me 261.

## Utilizzatori
Germania
- Luftwaffe